# James Robinson (giocatore di football americano)
James Robinson (Rockford, 9 agosto 1998) è un giocatore di football americano statunitense che milita nel ruolo di running back per i New York Jets nella NFL.

## Carriera universitaria
Robinson al college giocò a football ad Illinois State dal 2016 al 2019. Concluse la sua carriera con 4.444 yard corse, secondo nella storia dell'istituto.

## Carriera professionistica

### Jacksonville Jaguars
Dopo non essere stato scelto nel Draft NFL 2020, Robinson firmò con i Jacksonville Jaguars Riuscì a entrare nei 53 uomini per l'inizio della stagione regolare e dopo avere svincolato Leonard Fournette fu annunciato che sarebbe partito come running back titolare.
Robinson debuttò nel primo turno contro gli Indianapolis Colts correndo 16 volte per 62 yard e ricevendo un passaggio da 28 yard nella vittoria per 27–20. Una settimana dopo guadagnò 120 yard totali e segnò il suo primo touchdown nella sconfitta per 33–30 contro i Tennessee Titans. Nel terzo turno segnò per la prima volta due touchdown su corsa contro i Miami Dolphins. Alla fine di settembre fu premiato come miglior rookie offensivo del mese della NFL dopo avere totalizzato 339 yard dalla linea di scrimmage e 3 marcature. Nell'11º turno divenne il quinto rookie non scelto nel draft dal 1967 a superare le mille yard dalla linea di scrimmage. La sua stagione si chiuse al quinto posto della NFL con 1.070 yard corse, venendo inserito nella formazione ideale dei rookie dalla Pro Football Writers Association.

### New York Jets
Il 24 ottobre 2022, dopo l'infortunio che pose fine alla stagione di Breece Hall, Robinson fu scambiato con i New York Jets per una scelta del sesto giro del draft.

## Palmarès
- Rookie offensivo del mese: 1

settembre 2020
- PFWA All-Rookie Team - 2020